# R-Type
R-Type est une série de jeux vidéo emblématique du shoot them up à défilement horizontal, développée par Irem et débutée en 1987 sur borne d'arcade.
Elle est probablement inspirée par la série Gradius de Konami, dont le premier épisode est sorti deux ans auparavant.

## Liste des jeux
- 1987 : R-Type
- 1989 : R-Type II
- 1991 : Super R-Type
- 1992 : R-Type Leo
- 1994 : R-Type III: The Third Lightning
- 1999 : R-Type Delta
- 2003 : R-Type Final
- 2007 : R-Type Tactics
- 2009 : R-Type Tactics II: Operation Bitter Chocolate
- 2021 : R-Type Final 2
- 2023 : R-Type Final 3 Evolved

## Les épisodes
La série R-Type comprend six épisodes principaux ainsi que divers compilations et remix. Les dates de sortie correspondent à la première sortie mondiale ; sauf exceptions (*), il s'agit de la sortie japonaise.

### R-Type
Le premier épisode est sorti en juillet 1987 sur borne d'arcade au Japon et fut porté sur nombreuses consoles et micro-ordinateurs. Il apporte d'importantes innovations qui seront repris par la suite dans d'autres jeux du même genre :
- la confrontation avec un boss à chaque fin de niveau ;
- le module supplémentaire avec armes optionnelles.

### R-Type II
Le second épisode est sorti sur borne d'arcade en décembre 1989.

### Super R-Type
Remix de R-Type 2 avec quelques différences, Super R-Type est sorti en juillet 1991 sur Super Nintendo.

### R-Type Leo
Sorti uniquement sur borne d'arcade en décembre 1992, cet épisode s'éloigne des autres R-Type en ne proposant pas de Force et de Wave Cannon.

### R-Type III: The Third Lightning
Ce troisième épisode canonique est sorti en décembre 1993 sur Super Nintendo.

### R-Type Δ
Quatrième épisode canonique de la série et le premier à être conçu en 3D pleine.
PlayStation (novembre 1998)
PlayStation (octobre 2001) - Réédition de R-Type Δ dans la gamme R'sBEST
PlayStation Portable PSN (février 2007)
PlayStation 3 PSN (avril 2007)

### R-Type Final
Le cinquième épisode canonique, complètement en 3D, comme R-Type Delta, est sorti en juin 2003 sur PlayStation 2.

### R-Type Tactics
Cet épisode est sorti sur PlayStation Portable en 2007 au Japon puis en 2008 en Amérique du Nord (sous le nom de R-Type Command) et en Europe. Comme son titre l'indique, il implémente une dimension stratégique aux combats spatiaux.

### R-Type Tactics II: Operation Bitter Chocolate
R-Type Tactics II: Operation Bitter Chocolate est sorti le 10 décembre 2009 pour PlayStation Portable.

### R-Type Final II
Le nouvel épisode canonique de la licence (le sixième). Il est une nouvelle fois tout en 3D. Il est sorti le 30 avril 2021 sur PS4, Xbox Series X et S, Xbox One, Nintendo Switch, sur les plateformes PC Steam, GOG et Epic Games Store.

## Compilations

### R-Types
Une compilation de R-Type et R-Type II.
PlayStation (février 1998)
PlayStation (octobre 2001) - Réédition de R-Types dans la gamme R'sBEST
PlayStation Portable PSN (décembre 2006
R-Type Dimensions : Xbox 360  XBLA  (4 février 2009):PlayStation 3 PSN (21 mai 2014)

### R-Type DX
R-Type DX est une compilation qui contient R-Type et R-Type II. Il est sorti en 1999 sur Game Boy Color.

## Produits dérivés
Au Japon, la série a connu divers produits dérivés.

### Bandes originalesde jeu
- R-Type (janvier 1988)
- R-Type II (janvier 1988)
- R-type Special (septembre 1993)
- R-Type Δ (février 1999)

Une « simulation du jeu en vidéo » (game simulation video), sortie en avril 1988 sur VHS et Laserdisc.

### Livres
- R-Type (décembre 1988)
- R-Type Δ (décembre 1998)

### Court métrage
- R-Type (hommage), animé et écrit par Otaking77077 (Paul Johnson)[4]